# Japończycy
Japończycy (jap. 日本人 Nihonjin, Nipponjin) – naród zamieszkujący głównie Japonię.

## Język
Japończycy posługują się językiem japońskim, niepodobnym do żadnego z sąsiadujących. Istnieje wiele teorii dotyczących pochodzenia tego izolowanego języka, w tym m.in. pochodzenie ałtajskie i polinezyjskie.

## Pochodzenie
Etnogeneza Japończyków nie jest dokładnie znana. Badania genetyczne wskazują, że naród japoński mógł powstać ze zmieszania się trzech fal migracyjnych, które przybyły do Japonii w czasach prehistorycznych i starożytnych. Wcześniej w nauce stawiano też hipotezę pokrewieństwa Japończyków z Chińczykami.

## Religie
Japończycy tradycyjnie są związani z shintō i buddyzmem, a z powodu naturalnego dopełniania się tych systemów, niejednokrotnie są wyznawcami obu religii jednocześnie (ok. 80–95%). Szacuje się, iż ok. 1% mieszkańców Japonii jest chrześcijanami. Większość Japończyków jednak jest niereligijnych i deklaruje obojętność religijną.

## Skupiska ludności
Japończyków na całym świecie jest ok. 130 mln, a zamieszkują głównie:
- Japonię – 127 mln,
- Brazylię – 1,5 mln,
- Stany Zjednoczone – 800 tys.,
- Kanadę – 109 tys.,
- Australię – 89 tys.,
- Chiny – 100 tys.,
- Peru – 80 tys.

## Flagi japońskich grup etnograficznych

Yamato
Riukiu
Ainu
Hafu